# 塔爾圖潭美卡足球俱樂部
塔爾圖潭美卡足球俱樂部是愛沙尼亞塔爾圖的一家足球俱樂部。俱乐部参加愛沙尼亞足球甲級聯賽的賽事。
俱樂部創建於1989年，自2005年開始參加愛沙尼亞足球甲級聯賽的賽事，并从未降级过。球隊的主場是坦梅体育场。